# Ноуи ап Мадог
Ноуи (Ноуи Старый; валл. Nowy;Nowy Hen;) — король Брихейниога в 750-х и 760-х годах.

## Биография
Ноуи, был сыном Теудура или Мадога, и являлся потомком, в девятом поколении, Каделла, правителя Поуиса, через его сына Кингена Глодридда. en:Genealogies from Jesus College MS 20 приводит другую родословную, где Ноуи, сын Мадога, сына Сандде, сына Тудвала, сына Мейрина, сына Мадога, сына Руна, сына Кенелафа Краснолицого, сына Кинана, сына Касанаута Вледига, сына Ридведа, сын Кадеирна сына Вортигерна.
У Ноуи было три сына от Санант верх Элисед, племянницы предыдущего правителя, это Гриффидд, Теудос и Катэн. Существование трех сыновей снова повышает вероятность разделения Брихейниога на части, хотя в сохранившихся текстах ничего не упоминается. Сам Ноуи Старый определенно управляет Кантревом Селив и, вероятно, в Кантреве-Талгарте (хотя возможно здесь путаница с Науфеддом Старым, младшим братом Теудура). 
Согласно «Анналам Камбрии», около 760 года, произошла битва при Херефорде, в которой, как считается, Ноуи в союзе с Элиседом, правителем Поуиса, нанес поражение армии Мерсии. Возможно, что правитель Гвента или Гливисинга также участвовал в этом разгроме мерсийцев.
Поскольку Грифид был старшим из сыновей, он наследовал Кантрев Селив и, возможно, Кантрев Талгарт (если такое разделение существовало тогда). Теудос мог стать владетелем Кантрева Маур, а Катэн остальных земель.